# Валентія
Валентія (англ. Valentia; ірл. Dairbhre) — острів в Атлантичному океані поблизу південно-західного узбережжя Ірландії на території графства Керрі біля півострова Айверах.
З материком Валентія з'єднана мостом і поромною переправою. Розміри острова становлять 11 км в довжину і 3 км в ширину.
Постійне населення — 665 чол. (2011).

## Клімат
Острів знаходиться у зоні, котра характеризується морським кліматом. Найтепліший місяць — липень із середньою температурою 15.4 °C (59.7 °F). Найхолодніший місяць — лютий, із середньою температурою 7.2 °С (45 °F).
| Клімат о. Валентії      | Клімат о. Валентії | Клімат о. Валентії | Клімат о. Валентії | Клімат о. Валентії | Клімат о. Валентії | Клімат о. Валентії | Клімат о. Валентії | Клімат о. Валентії | Клімат о. Валентії | Клімат о. Валентії | Клімат о. Валентії | Клімат о. Валентії | Клімат о. Валентії |
| Показник                | Січ.               | Лют.               | Бер.               | Квіт.              | Трав.              | Черв.              | Лип.               | Серп.              | Вер.               | Жовт.              | Лист.              | Груд.              | Рік                |
| Абсолютний максимум, °C | 14,8               | 15,6               | 20,7               | 24                 | 27,2               | 28,1               | 27,7               | 28,3               | 28,4               | 22                 | 19,8               | 15,5               | 28,4               |
| Середній максимум, °C   | 9,8                | 9,8                | 11                 | 12,5               | 14,9               | 16,7               | 18,1               | 18,2               | 17                 | 14,3               | 11,8               | 10,3               | 13,7               |
| Середня температура, °C | 7,3                | 7,2                | 8,2                | 9,4                | 11,6               | 13,7               | 15,4               | 15,4               | 14,1               | 11,7               | 9,3                | 7,8                | 10,9               |
| Середній мінімум, °C    | 4,7                | 4,6                | 5,4                | 6,3                | 8,4                | 10,8               | 12,7               | 12,6               | 11,2               | 9                  | 6,8                | 5,3                | 8,2                |
| Абсолютний мінімум, °C  | −6,8               | −5,2               | −4                 | −2,3               | 0,6                | 3,6                | 6,5                | 3,3                | 2,4                | −1,4               | −4                 | −7,7               | −7,7               |
| Норма опадів, мм        | 173.8              | 123.7              | 123.8              | 96.7               | 93.5               | 95.3               | 99                 | 114.9              | 125.4              | 177.1              | 169.3              | 164.9              | 1557.4             |
| Днів з опадами          | 26                 | 24                 | 25                 | 23                 | 22                 | 23                 | 24                 | 25                 | 23                 | 26                 | 26                 | 25                 | 292                |
| Днів з дощем            | 22                 | 19                 | 21                 | 17                 | 17                 | 17                 | 19                 | 19                 | 19                 | 22                 | 22                 | 22                 | 236                |
| Днів зі снігом          | 1                  | 0,8                | 0,7                | 0,3                | 0                  | 0                  | 0                  | 0                  | 0                  | 0                  | 0,1                | 0,7                | 3,7                |
| Вологість повітря, %    | 85                 | 85                 | 85                 | 80                 | 80                 | 85                 | 90                 | 90                 | 85                 | 85                 | 85                 | 85                 | 85                 |
| ----------------------- | ------------------ | ------------------ | ------------------ | ------------------ | ------------------ | ------------------ | ------------------ | ------------------ | ------------------ | ------------------ | ------------------ | ------------------ | ------------------ |
| Джерело: Weatherbase    |                    |                    |                    |                    |                    |                    |                    |                    |                    |                    |                    |                    |                    |

## Історія
Валентія була східним кінцем першого комерційно життєздатного трансатлантичного телеграфного кабелю. Перша спроба в 1857 посадити кабель з Баллікарбері-Стренд на материку на схід від острова Валентія закінчилася невдачею.
Після подальших провалів кабелів в Найтстоуні в 1858 році і в затоці Фойлгоммерум в 1865 році величезні зусилля нарешті призвели до комерційно життєздатного трансатлантичного телеграфного зв'язку між Фойлгоммерум-Бей і Гарт-Контент в Ньюфаундленді в 1866 році.
Трансатлантичні телеграфні кабелі експлуатувалися з острова Валентія протягом ста років, і Western Union International припинила свою діяльність в 1966 році.
До трансатлантичного телеграфу американські вимірювання довготи мали похибку — 850 метрів (2800 футів) для європейських довгот. Через важливість точних довгот для безпечної навігації, Берегова служба США в 1866 році організувала експедицію по довготі в США, щоб точно пов'язати довготи з Королівською обсерваторією в Гринвічі.
У 1866 році Берегова служба США провела експедицію. Бенджамін Гулд та його партнер А. Т. Мосман досягли Валентії 2 жовтня 1866 року. Вони побудували тимчасову обсерваторію довготи поруч із станцією кабелю «Foilhommerum» для підтримки синхронізованих спостережень довготи з «Heart's Content», Ньюфаундленд.
Після багатьох дощових і хмарних днів 24 жовтня 1866 року між Foilhommerum і Heart's Content відбувся — перший трансатлантичний обмін сигналами довготи.
21 травня 1927 року Чарльз Ліндберг здійснив свій перший висадок в Європі над Дінгл-Бей і островом Валентія під час свого сольного перельоту з Нью-Йорка в Париж. На чарті «Mercator» 1927 року, використовуваному відомим пілотом, він був позначений Валенсією.
У 1993 році студент бакалаврату геології виявив скам'янілі тетраподи, сліди, що збереглися в девонських скелях на північному узбережжі острова в Дохіллі.
Близько 385 мільйонів років тому примітивний хребетний пройшов біля кордону річки в субекваторіальному басейні річки, який зараз є південно-західною Ірландією і залишив відбитки на сирому піску. Відбитки були збережені мулом і піском над ними і були перетворені в породу протягом геологічного часу. Дороги на острові Валентія є одним з найстаріших ознак життя хребетних на суші.
14 березня 2021 року на острові Валентія вперше був помічений морж в Ірландії.

## Пам'ятки
Поєднання особливостей та історії острова робить його привабливим туристичним напрямком, легко доступним з популярного «Кільця Керрі».
- Гори Гокаун і Фогер-Кліффс — найвища гора на острові Валентія і морські скелі 180 метрів (600 футів) на його північній стороні.
- На північному сході острова стоїть «Будинок Гланглем» серед субтропічних садів. Захищені вітряними вітрами від атлантичних штормів і ніколи не зворушені морозом, ці сади забезпечують самий м'який мікроклімат в Ірландії. Починаючи з 1830-х років сер Пітер Джордж Фітцджеральд, 19-й лицар Керрі (1808—1880)[9], посадив ці сади і забезпечив їх унікальною колекцією рідкісних і ніжних рослин з південної півкулі, зазвичай вирощених під склом в Ірландії. Сади розташовані в натуралістичному стилі у вигляді ряду прогулянок. Є рослини з Південної Америки, Австралії, Нової Зеландії (найвищі папороті в Європі), Чилі та Японії.
- Кар'єр, який був відкритий в 1998 році, являв собою планшет для британських палат парламенту[10].
- На острові також знаходиться центр спадщини[11], який розповідає історію геології, людської, природної та промислової історії острова, з виставками на Кабельній, Морській та Валентинській станції рятувальних шлюпок.
- Телеграфне поле (або Довготне поле) є місцем першого постійного каналу зв'язку між Європою і Північною Америкою трансатлантичні телеграфні кабелі, керовані з острова Валентія з 1866 року.

## Галерея

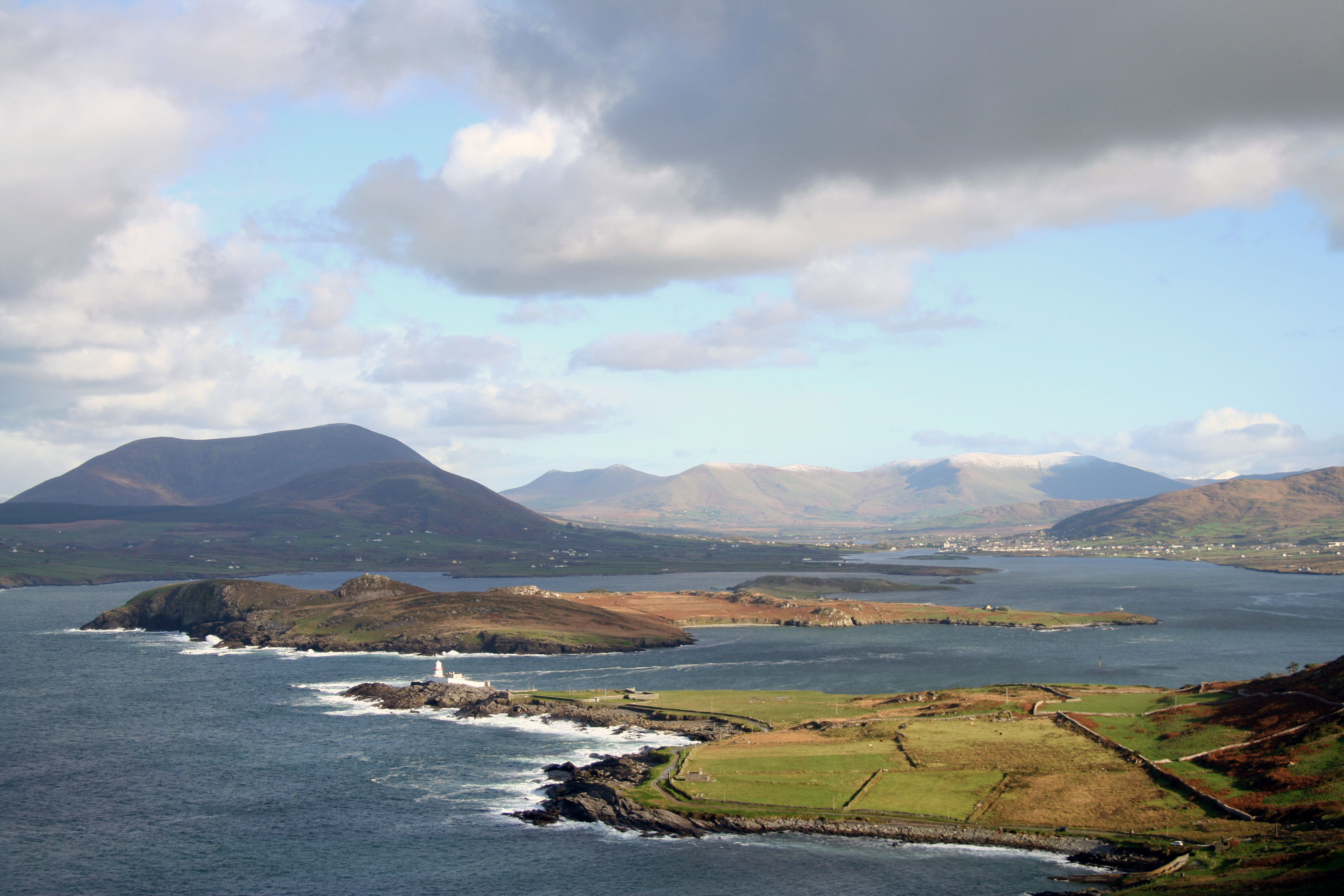
Маяк на одному з мисів острова
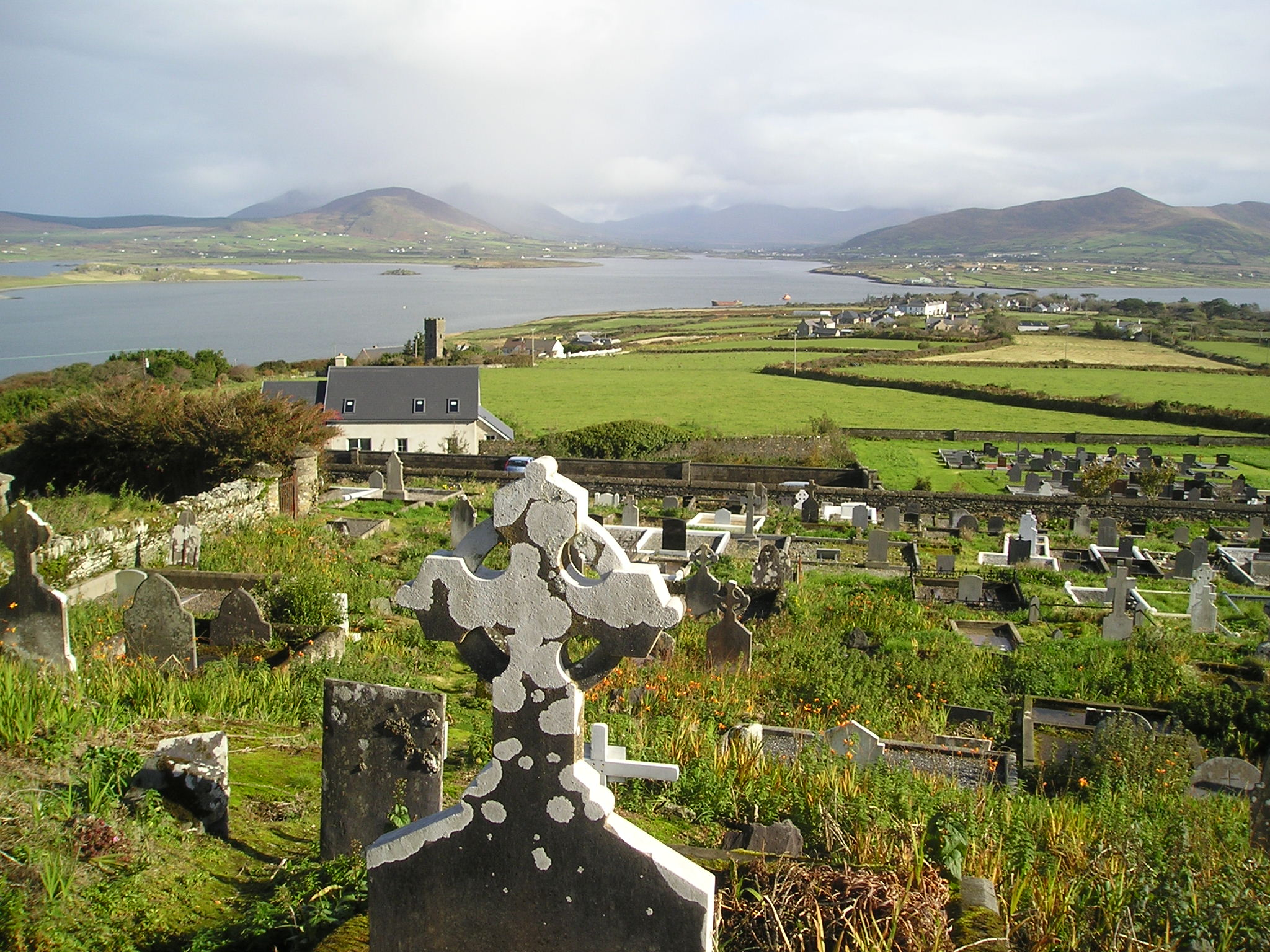
Старовинне кладовище
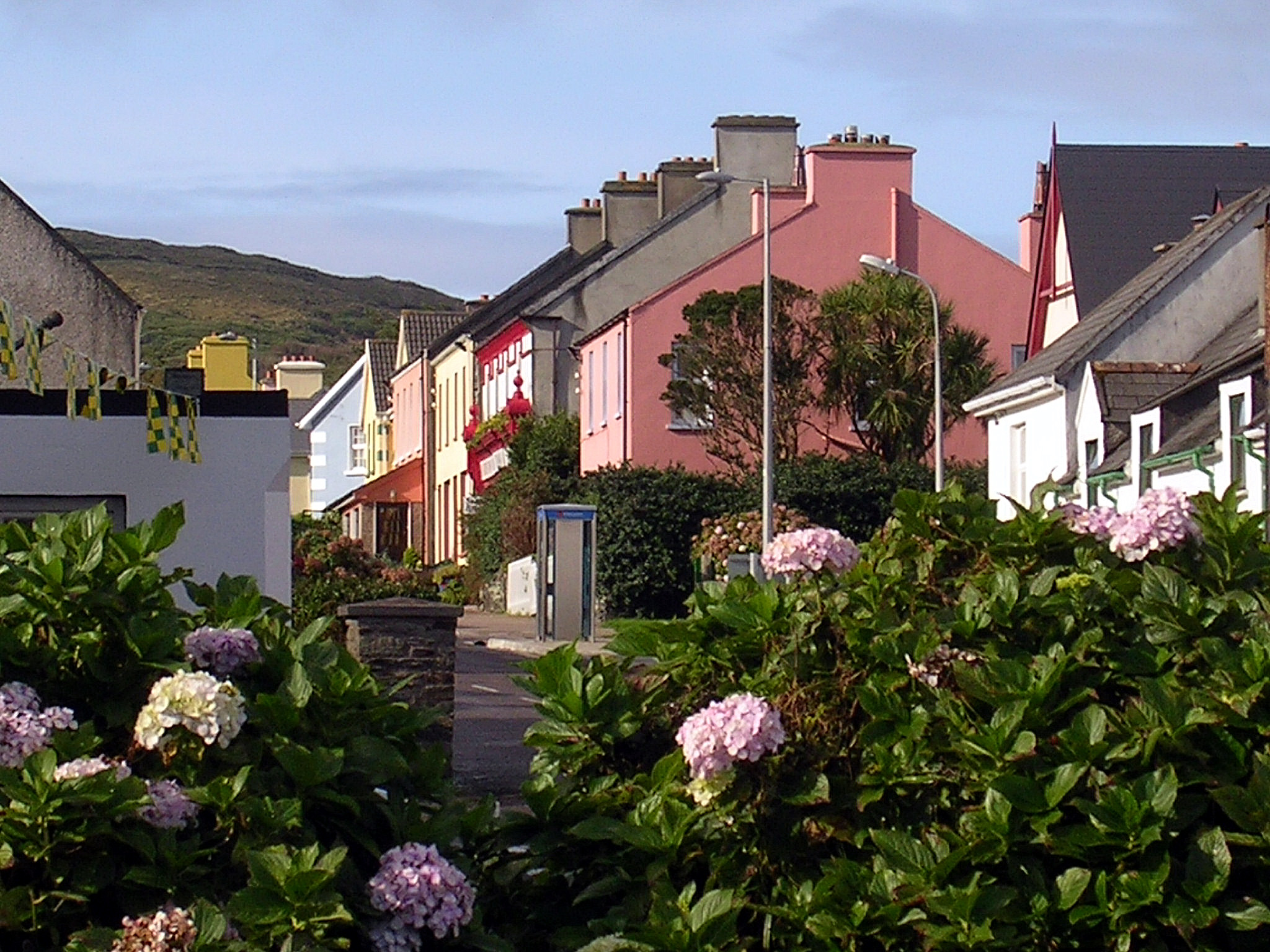
Центр Найтстоуна
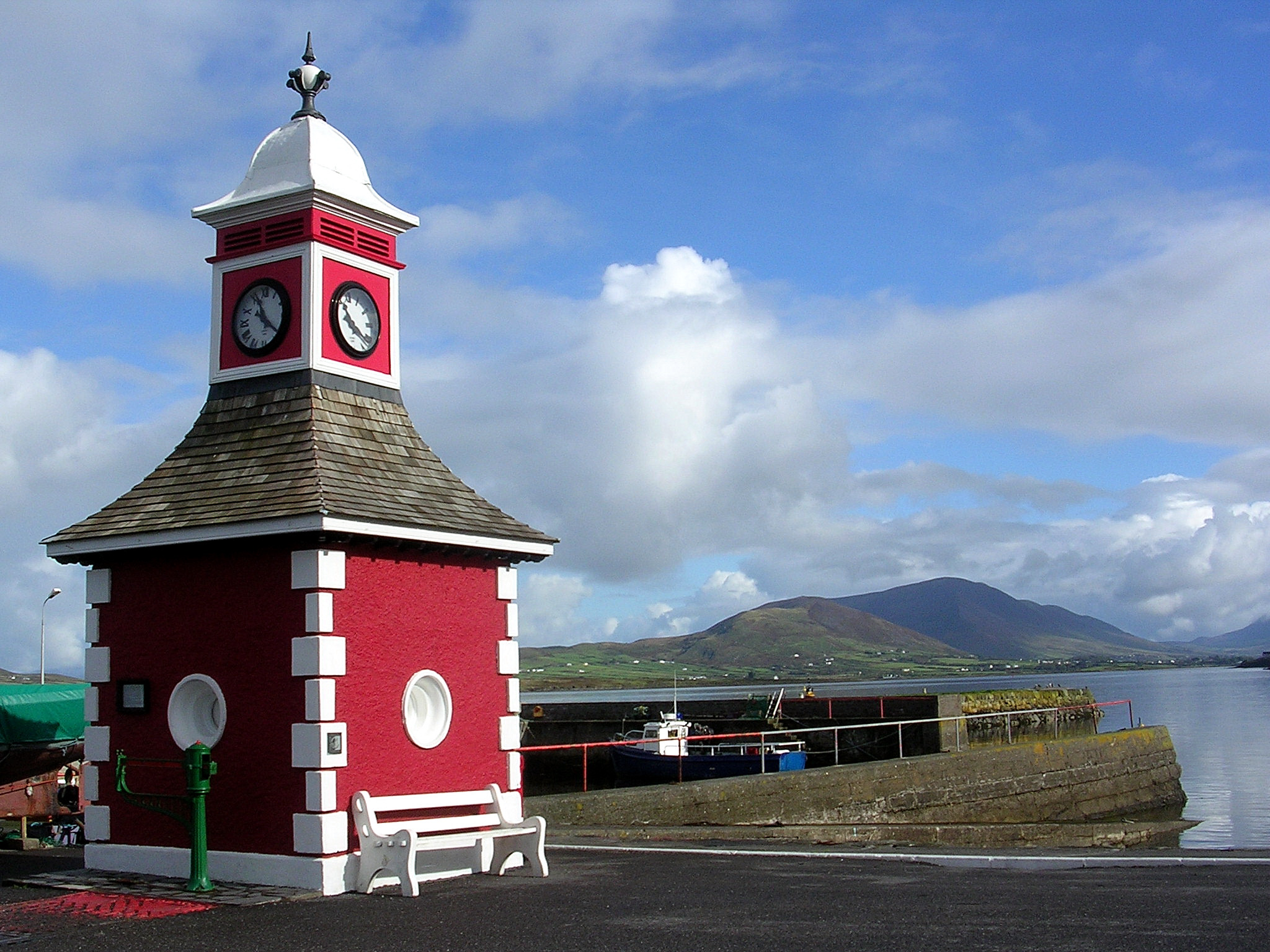
Набережна в Найтстоуні
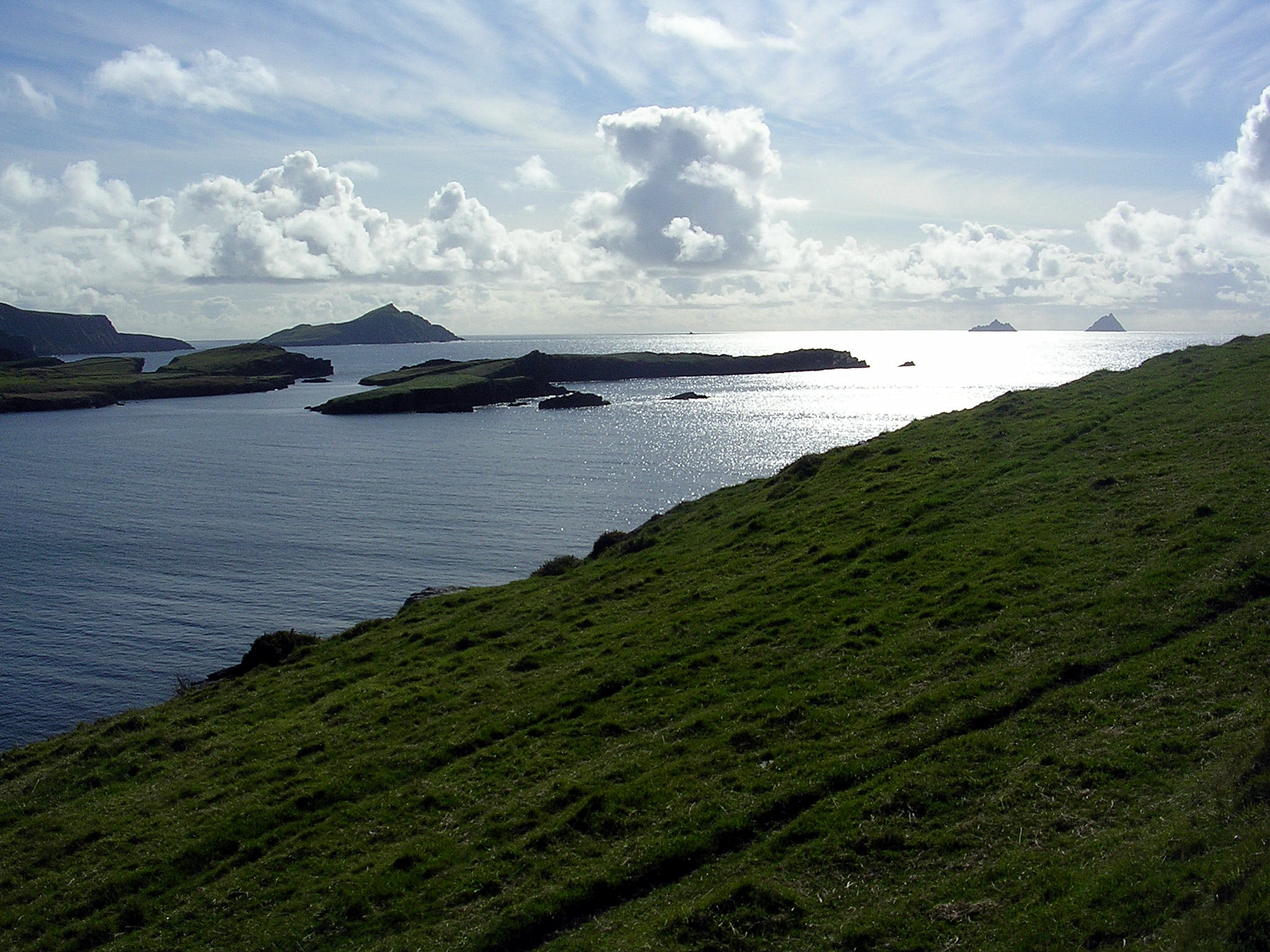
Вид у бік Атлантичного океану
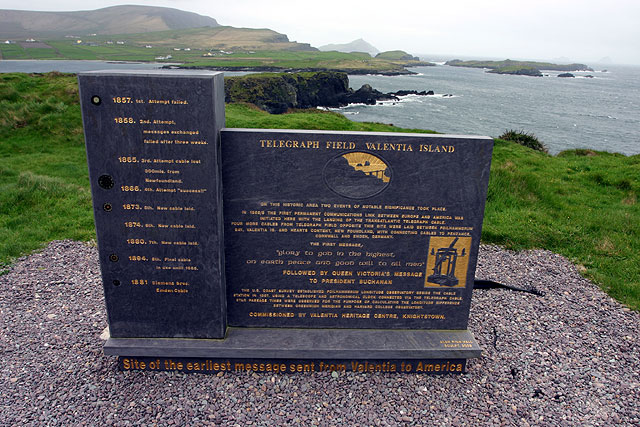
Пам'ятний знак про перше телеграфне повідомлення, відправлене з Валентії в Америку
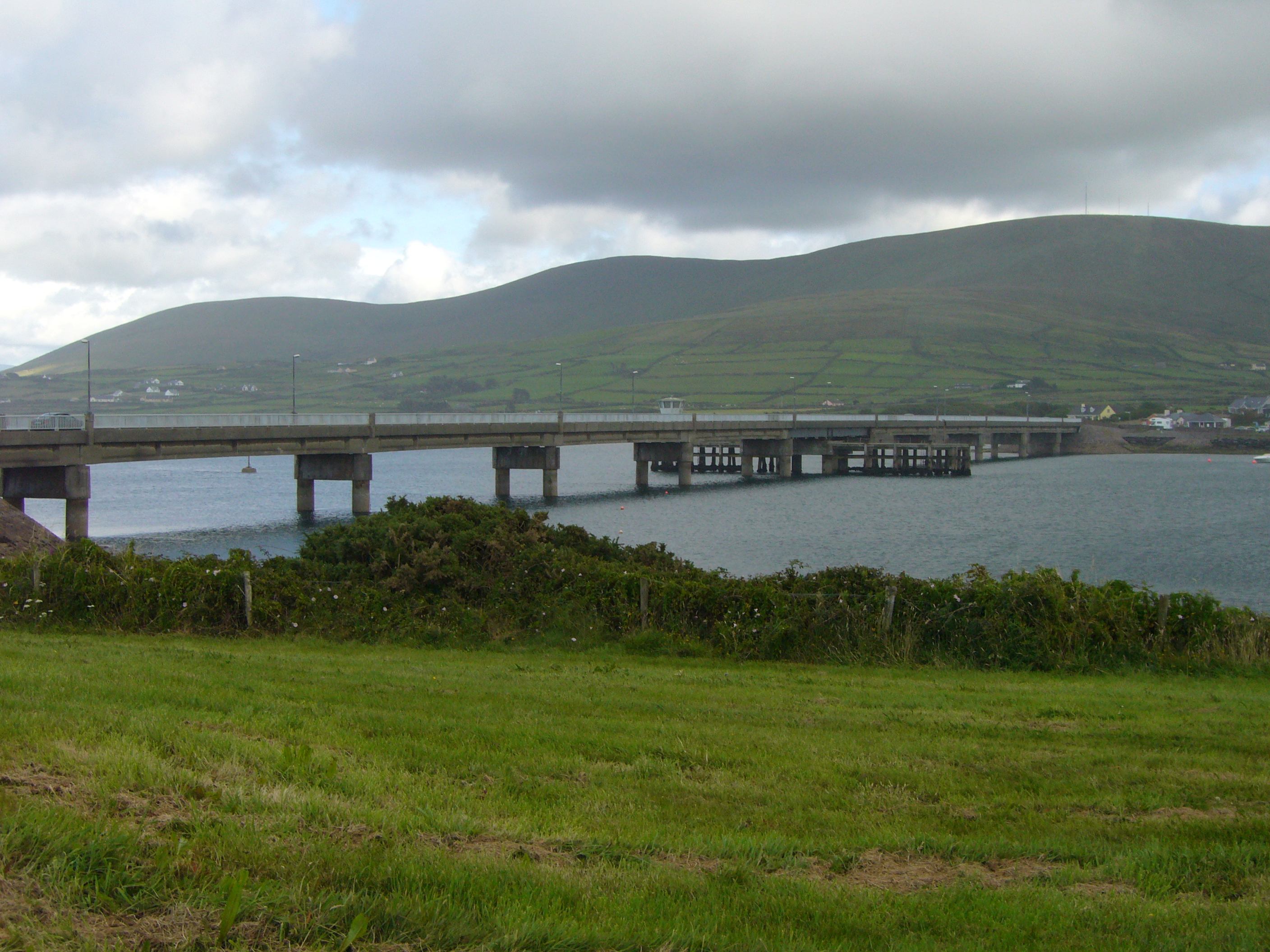
Міст, що з'єднує Валентією з рештою території Ірландії
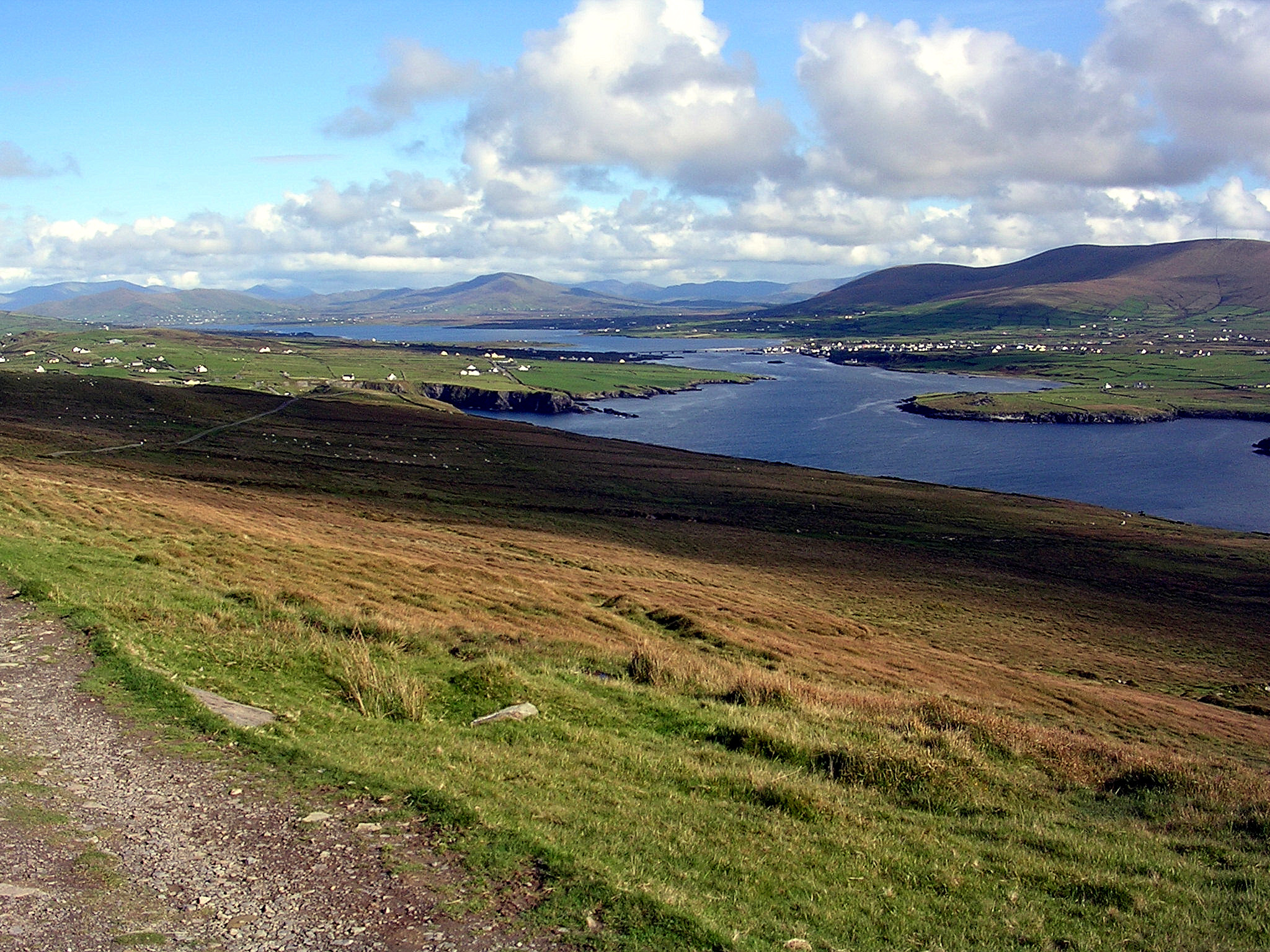
Панорама острова

## Дв.також
- Список островів Ірландії